# Фибоначијеви полиноми
Фибоначијеви полиноми дефинишу се следећом рекурзијом:
{\displaystyle F_{n}(x)={\begin{cases}0,&{\mbox{if }}n=0\\1,&{\mbox{if }}n=1\\xF_{n-1}(x)+F_{n-2}(x),&{\mbox{if }}n\geq 2\end{cases}}}
Сматрају се генерализацијом Фибоначијевога низа.

## Својства и Лукасови полиноми
Генерирајућа функција Фибоначијевих полинома је:
{\displaystyle \sum _{n=0}^{\infty }F_{n}(x)t^{n}={\frac {t}{1-xt-t^{2}}}.}
Првих неколико Фибоначијевих полинома:
{\displaystyle F_{0}(x)=0\,}
{\displaystyle F_{1}(x)=1\,}
{\displaystyle F_{2}(x)=x\,}
{\displaystyle F_{3}(x)=x^{2}+1\,}
{\displaystyle F_{4}(x)=x^{3}+2x\,}
{\displaystyle F_{5}(x)=x^{4}+3x^{2}+1\,}
{\displaystyle F_{6}(x)=x^{5}+4x^{3}+3x\,}
Лукасови полиноми користе исту рекурзију, али са нешто другачијим почетним вредностима:
{\displaystyle L_{n}(x)={\begin{cases}2,&{\mbox{ako }}n=0\\x,&{\mbox{ako }}n=1\\xL_{n-1}(x)+L_{n-2}(x),&{\mbox{ako }}n\geq 2.\end{cases}}}
Генерирајућа функција Лукасових  полинома је:
{\displaystyle \sum _{n=0}^{\infty }L_{n}(x)t^{n}={\frac {2-xt}{1-xt-t^{2}}}.}
Првих неколико Лукасових полинома је:
{\displaystyle L_{0}(x)=2\,}
{\displaystyle L_{1}(x)=x\,}
{\displaystyle L_{2}(x)=x^{2}+2\,}
{\displaystyle L_{3}(x)=x^{3}+3x\,}
{\displaystyle L_{4}(x)=x^{4}+4x^{2}+2\,}
{\displaystyle L_{5}(x)=x^{5}+5x^{3}+5x\,}
{\displaystyle L_{6}(x)=x^{6}+6x^{4}+9x^{2}+2.\,}
Постоје и друга својства тих полинома:
{\displaystyle F_{m+n}(x)=F_{m+1}(x)F_{n}(x)+F_{m}(x)F_{n-1}(x)\,}
{\displaystyle L_{m+n}(x)=L_{m}(x)L_{n}(x)-(-1)^{n}L_{m-n}(x)\,}
{\displaystyle F_{n+1}(x)F_{n-1}(x)-F_{n}(x)^{2}=(-1)^{n}\,}
{\displaystyle F_{2n}(x)=F_{n}(x)L_{n}(x).\,}

## Комбинаторна интерпретација
Ако је F(n,k) коефицијент од xk у Fn(x), тако да је: 
{\displaystyle F_{n}(x)=\sum _{k=0}^{n}F(n,k)x^{k},\,}
онда  F(n,k) представља број начина на који се  може добити n−1 сумом само помоћу 1 и 2, а при томе се 1 користи к пута. Тако је нпр. F(6,3)=4, јер се
5 може добити на 4 начина:1+1+1+2, 1+1+2+1, 1+2+1+1 и 2+1+1+1.
На основу тога следи да је F(n,k)  једнак биномном коефицијенту:
{\displaystyle F(n,k)={\binom {\tfrac {n+k-1}{2}}{k}}}
Уз помоћ те релације Фибоначијеви бројеви могу да се очитаваку из Паскаловога троугла.